# 李鎮洙 (1900年生)
李 鎮洙（イ・ジンス、朝鮮語: 이진수/李鎭洙、1900年8月7日 - 1968年12月9日または12月10日）は、日本統治時代の朝鮮および大韓民国の計理士、弁理士、教育者、政治家、実業家。朝鮮弁理士会（現・大韓弁理士会）会長、制憲・第2代韓国国会議員。本貫は徳山李氏。

## 経歴
咸鏡南道利原郡出身。北青公立普通学校、京城オソン中学校、日本大学専門部工科専修科、同大商科経済学科卒。京都帝国大学（現・京都大学）経済学・社会学修了。世和堂製薬株式会社代表取締役、世和産業・世和商事・世和土建株式会社代表取締役、朝鮮弁理士会（現・大韓弁理士会）会長、韓国民族代表者大会代議員、総選挙対策委員会委員、財団法人世和学院理事長、ソウル薬学大学理事長、朝鮮雄弁会副会長、国会文教厚生・産業労働分科委員、独立政治経済問題研究所代表者、李儁先生記念事業協会理事、大韓労農党党員、大韓国民党党員、大韓労総委員長、自由党幹部、東洋水産株式会社代表、咸南人会総務部長を務めた。1962年に最高会議の政治浄化委員会に公民権制限法の審査を提出したことがあり、1963年に民主共和党に入党した。1968年12月10日、自宅で死去。